# Bundesstraße 453
De Bundesstraße 453 (afkorting: B 453) is een 15 kilometer lange bundesstraße in de Duitse deelstaat Hessen.
De weg begint in de wijk Eckelshausen in Biedenkopf aan de B 62 Siegen-Bad Hersfeld.
De weg loopt nog door Wolfgruben, Heddersdorf, Dautphe, Mornshausen an der Dautphe, Runzhausen en eindigt in Gladenbach aan de B 255 Weimar-Montabaur.

## Geschiedenis
Tussen 1817 en 1825 werd de "Kunststraße" aangelegd van Biedenkopf via Gladenbach en Weidenhausen naar Zollbuche en verder naar Gießen. Het gedeelte tussen Gladenbach en Zollbuche is tegenwoordig onderdeel van de B 255 Weimar-Montabaur.
B1 · B3 · B7 · B8 · B9 · B10 · B26 · B27 · B35 · B37 · B38 · B39 · B40 · B41 · B42 · B43 · B43a · B44 · B45 · B47 · B48 · B49 · B50 · B51 · B52 · B53 · B54 · B55 · B55a · B56 · B56n · B57 · B58 · B59 · B61 · B62 · B63 · B64 · B65 · B66 · B66n · B67 · B68 · B70 · B80 · B83 · B84 · B219 · B220 · B221 · B223 · B224 · B225 · B226 · B227 · B228 · B229 · B230 · B231 · B233 · B234 · B235 · B236 · B237 · B238 · B239 · B241 · B249 · B250 · B251 · B252 · B253 · B254 · B255 · B256 · B257 · B258 · B259 · B260 · B261 · B262 · B263 · B264 · B265 · B266 · B267 · B268 · B269 · B270 · B271 · B272 · B274 · B275 · B277a · B278 · B279 · B284 · B288 · B323 · B324 · B326 · B327 · B399 · B400 · B403 · B405 · B406 · B407 · B409 · B410 · B411 · B412 · B413 · B414 · B416 · B417 · B418 · B419 · B420 · B421 · B422 · B423 · B424 · B426 · B427 · B428 · B429 · B448 · B449 · B450 · B451 · B452 · B453 · B454 · B455 · B456 · B457 · B458 · B459 · B460 · B469 · B473 · B474 · B475 · B476 · B477 · B478 · B479 · B480 · B481 · B482 · B483 · B484 · B485 · B486 · B487 · B488 · B489 · B499 · B504 · B506 · B507 · B508 · B509 · B510 · B511 · B513 · B514 · B515 · B516 · B517 · B519 · B520 · B521 · B525 · B528 · B611